# Natação nos Jogos Europeus de 2015 - 100 m livre masculino
A competição dos 100 metros livre masculino foi um dos eventos da natação nos Jogos Europeus de 2015, em Baku, no Azerbaijão. Foi disputada no Centro Aquático de Baku nos dias 24 e 25 de junho.

## Calendário
Horário de verão do Azerbaijão (UTC+5).
| Data        | Horário | Fase         |
| ----------- | ------- | ------------ |
| 24 de junho | 09:30   | Eliminatória |
| 24 de junho | 17:42   | Semifinal    |
| 25 de junho | 18:25   | Final        |

## Medalhistas
| Ouro   | GBR Duncan Scott       |
| Prata  | ITA Alessandro Miressi |
| Bronze | RUS Vladislav Kozlov   |

## Recordes
Antes desta competição, os recordes mundiais e dos jogos europeus dessa prova eram os seguintes:
| Tipo                       | Atleta                | Tempo | Local | Data                |
| -------------------------- | --------------------- | ----- | ----- | ------------------- |
|                            | BRA César Cielo Filho | 46s91 | Roma  | 30 de julho de 2009 |
| Recorde dos Jogos Europeus | Não estabelecido      | –     |       |                     |

Os seguintes recordes mundiais ou dos jogos europeus foram estabelecidos durante esta competição:
| Data        | Evento | Nome         | Nacionalidade | Tempo | Notas                      |
| ----------- | ------ | ------------ | ------------- | ----- | -------------------------- |
| 25 de junho | Final  | Duncan Scott | Reino Unido   | 49.43 | Recorde dos Jogos Europeus |

## Resultados

### Eliminatórias
A eliminatória foi realizada no dia 24 de junho. 
| Pos. | Bateria | Raia | Nadador                   | Nacionalidade            | Tempo   | Notas |
| ---- | ------- | ---- | ------------------------- | ------------------------ | ------- | ----- |
| 1    | 7       | 4    | Duncan Scott              | GBR Grã-Bretanha         | 50.24   | Q     |
| 2    | 6       | 6    | Andrej Barna              | SRB Sérvia               | 50.50   | Q     |
| 3    | 6       | 4    | Alessandro Bori           | ITA Itália               | 50.60   | Q     |
| 4    | 6       | 5    | Ziv Kalontarov            | ISR Israel               | 50.69   | Q     |
| 5    | 5       | 4    | Sergii Shevtsov           | UKR Ucrânia              | 50.81   | Q     |
| 6    | 6       | 1    | Hüseyin Emre Sakçı        | TUR Turquia              | 50.85   | Q     |
| 7    | 5       | 5    | Alessandro Miressi        | ITA Itália               | 50.86   | Q     |
| 8    | 7       | 8    | Konstantin Walter         | GER Alemanha             | 50.90   | Q     |
| 9    | 7       | 3    | Aleksei Brianskii         | RUS Rússia               | 50.91   | Q     |
| 10   | 7       | 5    | Giovanni Izzo             | ITA Itália               | 50.93   |       |
| 10   | 7       | 6    | Vladislav Kozlov          | RUS Rússia               | 50.93   | Q     |
| 12   | 5       | 7    | Marek Ulrich              | GER Alemanha             | 50.93   | Q     |
| 13   | 2       | 4    | Viacheslav Ohnov          | UKR Ucrânia              | 51.05   | Q     |
| 13   | 5       | 3    | Daniel Forndal            | SWE Suécia               | 51.05   | Q     |
| 15   | 7       | 7    | Martyn Walton             | GBR Grã-Bretanha         | 51.06   | Q     |
| 16   | 6       | 3    | Ivano Vendramme           | ITA Itália               | 51.11   |       |
| 16   | 7       | 2    | Georg Gutmann             | RUS Rússia               | 51.11   |       |
| 18   | 6       | 2    | Josef Moser               | CZE Chéquia              | 51.20   | Q     |
| 19   | 4       | 7    | Bruno Blašković           | CRO Croácia              | 51.29   | DES   |
| 19   | 5       | 6    | Alexis Borisavljevic      | BEL Bélgica              | 51.29   | DES   |
| 21   | 5       | 2    | Marius Solaat Rødland     | NOR Noruega              | 51.32   |       |
| 22   | 5       | 1    | Thomas Thijs              | BEL Bélgica              | 51.34   |       |
| 23   | 4       | 5    | Mark Shperkin             | ISR Israel               | 51.40   |       |
| 24   | 7       | 1    | Vladyslav Perepelytsia    | UKR Ucrânia              | 51.41   |       |
| 25   | 4       | 3    | Ármin Reményi             | HUN Hungria              | 51.47   |       |
| 25   | 5       | 8    | Michał Brzuś              | POL Polônia              | 51.47   |       |
| 27   | 3       | 5    | Juliusz Gosieniecki       | POL Polônia              | 51.49   |       |
| 28   | 7       | 0    | Alexander Lohmar          | GER Alemanha             | 51.55   |       |
| 29   | 6       | 9    | Vladimír Štefánik         | SVK Eslováquia           | 51.57   |       |
| 30   | 4       | 6    | Maximilian Forstenhäusler | GER Alemanha             | 51.59   |       |
| 31   | 4       | 4    | Valentin Borisavljevic    | BEL Bélgica              | 51.64   |       |
| 32   | 4       | 2    | Ivan Denysenko            | UKR Ucrânia              | 51.71   |       |
| 33   | 3       | 7    | Nikola Miljenić           | CRO Croácia              | 51.85   |       |
| 33   | 5       | 0    | Paweł Sendyk              | POL Polônia              | 51.85   |       |
| 35   | 3       | 6    | Oszkár Lavotha            | HUN Hungria              | 51.89   |       |
| 36   | 3       | 4    | Cevin Siim                | EST Estônia              | 51.91   |       |
| 37   | 6       | 7    | Sergei Sudakov            | RUS Rússia               | 51.92   |       |
| 38   | 3       | 0    | Philip Greve              | DEN Dinamarca            | 51.94   |       |
| 39   | 1       | 4    | Robin Grünberger          | AUT Áustria              | 51.97   |       |
| 40   | 3       | 2    | Filip Grimberg            | SWE Suécia               | 52.02   |       |
| 40   | 6       | 8    | Cameron Kurle             | GBR Grã-Bretanha         | 52.02   |       |
| 42   | 4       | 8    | Manuel Leuthard           | SUI Suíça                | 52.03   |       |
| 43   | 3       | 3    | Dries Vangoetsenhoven     | BEL Bélgica              | 52.06   |       |
| 44   | 1       | 2    | Nikita Tsernosev          | EST Estônia              | 52.14   |       |
| 44   | 5       | 9    | Olivier Petignat          | SUI Suíça                | 52.14   |       |
| 46   | 4       | 0    | Sigurd Holten Bøen        | NOR Noruega              | 52.33   |       |
| 46   | 7       | 9    | Matija Pucarević          | SRB Sérvia               | 52.33   |       |
| 48   | 4       | 1    | Gabriel Sonoc             | ROU Romênia              | 52.36   |       |
| 49   | 2       | 5    | Nikita Saunonen           | FIN Finlândia            | 52.50   |       |
| 50   | 4       | 9    | Hryhory Pekarski          | BLR Bielorrússia         | 52.94   |       |
| 51   | 2       | 2    | Adi Mešetović             | BIH Bósnia e Herzegovina | 53.17   |       |
| 52   | 3       | 1    | Meiron Cheruti            | ISR Israel               | 53.22   |       |
| 53   | 3       | 9    | Andrea Mozzini Vellen     | SUI Suíça                | 53.24   |       |
| 54   | 2       | 3    | Takis Papadopoulos        | CYP Chipre               | 53.48   |       |
| 55   | 2       | 6    | Ole-Mikal Fløgstad        | NOR Noruega              | 53.66   |       |
| 56   | 2       | 8    | Daniel Aizenberg          | ISR Israel               | 24.32   |       |
| 57   | 6       | 0    | Daniel Speers             | GBR Grã-Bretanha         | 53.93   |       |
| 58   | 2       | 7    | Giorgi Biganishvili       | GEO Geórgia              | 53.94   |       |
| 59   | 1       | 6    | Maid Sukanović            | BIH Bósnia e Herzegovina | 54.01   |       |
| 60   | 2       | 0    | Juderi Bitchikashvili     | GEO Geórgia              | 54.17   |       |
| 61   | 2       | 1    | Dorian Fazekas            | AZE Azerbaijão           | 24.76   |       |
| 62   | 2       | 9    | Eric Fernández Malvar     | AND Andorra              | 55.58   |       |
| 63   | 1       | 5    | Kamran Jafrov             | AZE Azerbaijão           | 57.43   |       |
| 64   | 1       | 3    | Laurit Muja               | KOS Kosovo               | 1:03.68 |       |
| 65   | 3       | 8    | Jakub Książek             | POL Polônia              | DNS     |       |

### Desempate
Uma prova extra foi disputada dia 24 de junho às 11:13 para  a definição do último semifinalista. 
| Pos. | Raia | Nadador              | Nacionalidade | Tempo | Notas |
| ---- | ---- | -------------------- | ------------- | ----- | ----- |
| 1    | 5    | Alexis Borisavljevic | BEL Bélgica   | 50.59 | Q     |
| 2    | 4    | Bruno Blašković      | CRO Croácia   | 50.80 |       |

### Semifinal
A semifinal foi realizada no dia 24 de junho.

#### Semifinal 1
| Pos. | Raia | Nadador              | Nacionalidade    | Tempo | Notas |
| ---- | ---- | -------------------- | ---------------- | ----- | ----- |
| 1    | 2    | Vladislav Kozlov     | RUS Rússia       | 50.33 | Q     |
| 2    | 4    | Andrej Barna         | SRB Sérvia       | 50.54 | Q     |
| 3    | 5    | Ziv Kalontarov       | ISR Israel       | 50.61 | q     |
| 4    | 3    | Hüseyin Emre Sakçı   | TUR Turquia      | 50.74 |       |
| 5    | 7    | Viacheslav Ohnov     | UKR Ucrânia      | 51.03 |       |
| 6    | 6    | Konstantin Walter    | GER Alemanha     | 51.06 |       |
| 7    | 5    | Alexis Borisavljevic | BEL Bélgica      | 51.15 |       |
| 8    | 1    | Martyn Walton        | GBR Grã-Bretanha | 53.21 |       |

#### Semifinal 2
| Pos. | Raia | Nadador            | Nacionalidade    | Tempo | Notas |
| ---- | ---- | ------------------ | ---------------- | ----- | ----- |
| 1    | 6    | Alessandro Miressi | ITA Itália       | 49.80 | Q     |
| 2    | 4    | Duncan Scott       | GBR Grã-Bretanha | 49.81 | Q     |
| 3    | 5    | Alessandro Bori    | ITA Itália       | 50.04 | q     |
| 4    | 3    | Sergii Shevtsov    | UKR Ucrânia      | 50.54 | q     |
| 5    | 2    | Aleksei Brianskii  | RUS Rússia       | 50.70 | q     |
| 6    | 8    | Josef Moser        | CZE Chéquia      | 51.09 |       |
| 7    | 1    | Daniel Forndal     | SWE Suécia       | 51.22 |       |
| 8    | 7    | Marek Ulrich       | GER Alemanha     | 53.10 |       |

### Final
A final foi realizada no dia 25 de junho.
| Pos.              | Raia | Nadador            | Nacionalidade    | Tempo | Notas                      |
| ----------------- | ---- | ------------------ | ---------------- | ----- | -------------------------- |
| Medalha de ouro   | 5    | Duncan Scott       | GBR Grã-Bretanha | 49.43 | Recorde dos Jogos Europeus |
| Medalha de prata  | 4    | Alessandro Miressi | ITA Itália       | 50.03 |                            |
| Medalha de bronze | 6    | Vladislav Kozlov   | RUS Rússia       | 50.11 |                            |
| 4                 | 8    | Aleksei Brianskii  | RUS Rússia       | 50.28 |                            |
| 5                 | 7    | Sergii Shevtsov    | UKR Ucrânia      | 50.32 |                            |
| 6                 | 1    | Ziv Kalontarov     | ISR Israel       | 50.33 |                            |
| 7                 | 3    | Alessandro Bori    | ITA Itália       | 50.46 |                            |
| 8                 | 2    | Andrej Barna       | SRB Sérvia       | 50.65 |                            |

Legenda
| Recorde mundial            | Recorde mundial (World record)                     |                       | Recorde africano                      | Recorde africano (African) |                                           | Q | Classificado por posição (Qualified) |
| Recorde dos Jogos Europeus | Recorde dos Jogos Europeus (European Games record) | Recorde da América    | Recorde da América (Americas)         | q                          | Classificado por melhor tempo (Qualified) |   |                                      |
| Melhor marca do ano        | Melhor marca do ano (World leading)                | Recorde asiático      | Recorde asiático (Asian)              | DNS                        | Não largou (Did not start)                |   |                                      |
| Recorde nacional           | Recorde nacional (National record)                 | Recorde europeu       | Recorde europeu (European)            | DNF                        | Não terminou (Did not finish)             |   |                                      |
| Recorde pessoal            | Recorde pessoal do atleta (Personal best)          | Recorde da Oceania    | Recorde da Oceania (Oceania)          | DSQ / DQ                   | Desclassificado (Disqualified)            |   |                                      |
| Recorde da temporada       | Recorde da temporada do atleta (Season best)       | Recorde sul-americano | Recorde sul-americano (South America) | NM                         | Sem marca (No mark)                       |   |                                      |